# John Larsen
John Harry Larsen, född 27 augusti 1913 i Østre Aker, död 5 augusti 1989 i Oslo, var en norsk sportskytt.
Han blev olympisk guldmedaljör i hjortskytte vid sommarspelen 1952 i Helsingfors.